# 約克郡布甸

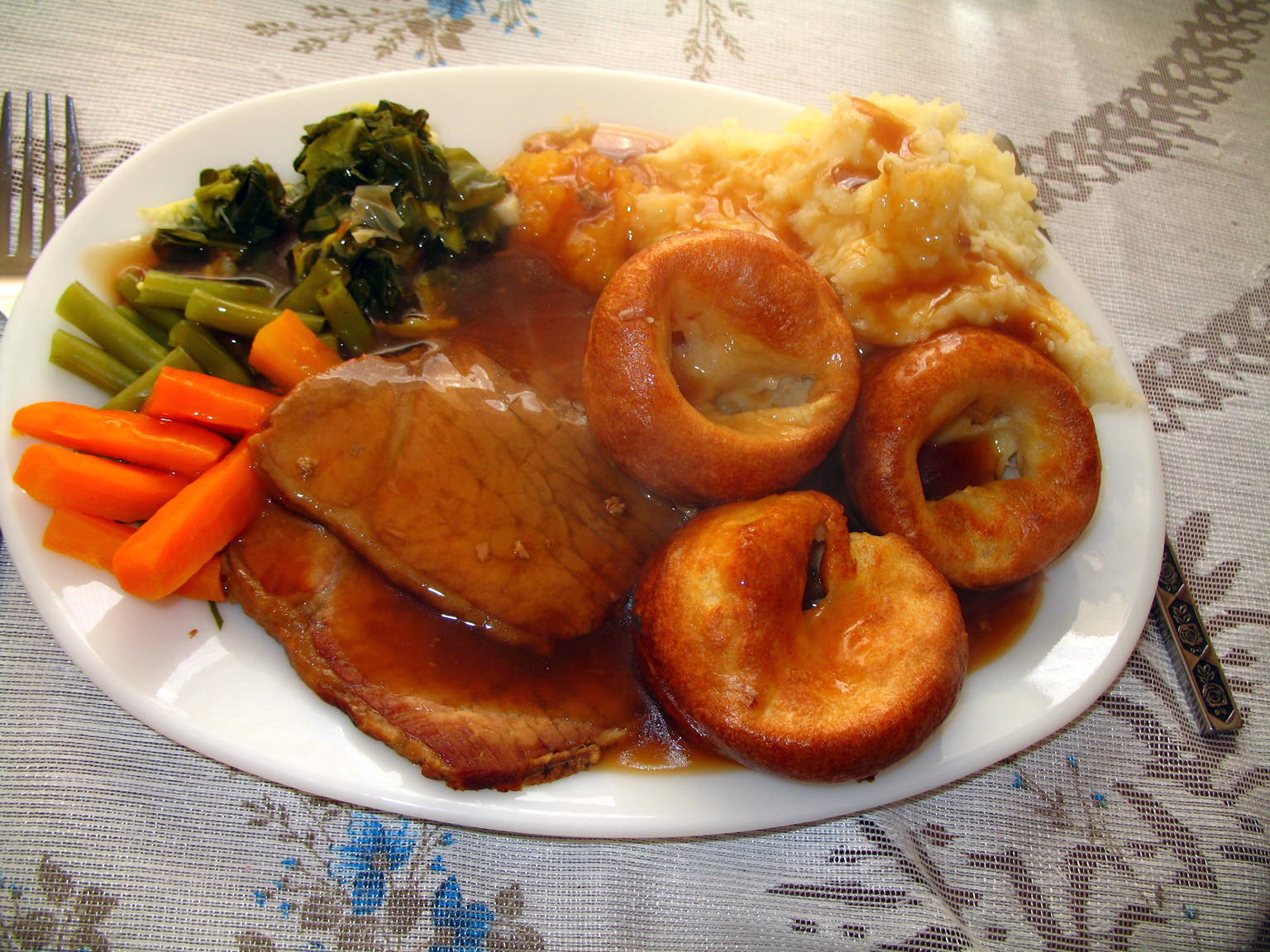
烤牛肉與約克郡布丁做成的週日烤肉

約克郡布甸是英國的一種食品，以含有蛋、麵粉、牛奶或水的麵糊做成。為烤牛肉（尤其是英國傳統的週日烤肉）的配菜。
約克郡布丁像麵包多於布丁，味道帶鹹，呈咖啡杯的形狀，中間凹陷及綿軟，外圍則香脆。由於約克郡布丁易於吸收肉汁，因此與烤牛肉一起食用。

## 歷史
小麥粉越來越常用來製作蛋糕和布丁之際，北英格蘭的廚師發明出利用滴在盛油淺盤（dripping pan）上的油脂的方法，他們利用肉在烤的時候做出麵糊布丁。1737年出版的《The Whole Duty of a Woman》收錄了一道"Dripping Pudding（後來稱為約克郡布丁）"的食譜。
類似的食譜也見於1747年漢娜·格拉斯（Hannah Glasse）所著《TheArt of Cookerymade Plain and Easy》「約克郡布丁」名列其中。她正是將這道菜由"Dripping Pudding"改名的人。數個世紀以來約克郡布丁已經在英格蘭地區廣為流傳，雖然當時的布丁比較扁，不像現代的這麼蓬鬆。
約克郡布丁原本是作為晚餐的第一道菜，以濃稠肉汁加上廉價材料先墊胃，這樣接下來就不會吃太多比較昂貴的肉。由於濃郁的肉汁已經在第一道菜用完了，所以主餐的肉類和蔬菜通常配的是香芹或是白汁。
在較貧窮的人家，這種布丁常常是唯一的主菜。利用烘烤滴下的油脂和血，加上麵粉、雞蛋、牛奶，簡單的一餐就完成了。傳統上這種布丁會配肉汁或醬汁食用。
約克郡布丁應該要膨脹高起。2008年英國皇家化學學會建議：「高度未達四英吋的約克郡布丁，不得稱為約克郡布丁」。